# Väinö Voionmaa
Kaarle Väinö Voionmaa (né Wallin le 12 février 1869 à Jyväskylä et mort le 24 mai 1947 à Helsinki) est un professeur et homme politique finlandais,,. 

## Biographie
Väinö Wallin est né dans une famille de la classe moyenne, son père est Olai Wallin et sa mère était Flora Fredrika Bernhardina Schreck. 
Son père est enseignant au séminaire de formation des maîtres de Jyväskylä. 
Väinö Voionmaa entre à l'université en 1886 et obtient une licence et une maîtrise en philosophie en 1890, et un doctorat en 1894. 
Lorsqu'il soutient son doctorat, il n'a que 25 ans. 
Les thèmes de ses recherches étaient l'histoire sociale, l'histoire géographique, le Moyen Âge en Finlande, la Carélie, l'Ostrobotnie du Sud, le Häme et l'économie familiale.
À côté de ses travaux de recherche, Väinö Voionmaa est enseignant, conférencier et administrateur : il est, entre autres, professeur d'histoire nordique à l'Université d'Helsinki de 1903 à 1918 puis professeur 1918-1936.
Il est fondateur de l'Association pour l'éducation ouvrière 1919 et son président (1919-1947).
Il est fondateur et superviseur de l'Académie ouvrière (1933-1947), chancelier de l'Université sociale (1945-1947),  Professeur d'histoire des affaires et de géographie économique à l'école de commerce d'Helsinki (1899-1907 et 1914-1916), secrétaire de la Société d'éducation publique (1907-1912), professeur de géographie économique et d'histoire économique à l'École supérieure de commerce d'Helsinki (1912-1918) et maître de conférences à l'École des sciences sociales.

## Carrière politique
Väinö Voionmaa est député de la circonscription de Kuopio du 1er avril 1919 au 4 septembre 1922 et de la circonscription du Nord de Häme du 5 septembre 1922 au 24 mai 1947.
Il est sénateur du  26 mars 1917 au 8 septembre 1917.
Väinö Voionmaa est ministre des Affaires étrangères des gouvernements Tanner (13.12.1926–17.12.1927) et Cajander III (16.11.1938–01.12.1938).
Il est aussi ministre des Affaires économiques et de l'Emploi du gouvernement Cajander III (12.03.1937–01.12.1938),.